# بواز شارون
بواز شارون (بالإنجليزية: Boaz Sharon)‏ هو عازف بيانو أمريكي، ولد في 27 أكتوبر 1949.